# داریو داینلی
داریو داینلی (به ایتالیایی: Dario Dainelli) بازیکن فوتبال و اهل ایتالیا است که از سال ۲۰۰۵ میلادی عضو تیم ملی فوتبال ایتالیا بوده و در ۱ بازی ملی حضور داشته‌است. او در بازی‌های ملی‌اش گلی به ثمر نرساند.